# Bont blaaskaakje
Het bont blaaskaakje (Myopa buccata) is een vliegensoort uit de familie van de blaaskopvliegen (Conopidae). De wetenschappelijke naam van de soort is gepubliceerd in 1758 door Linnaeus in de tiende editie van Systema naturae.
Het volwassen insect wordt 10 tot 15 millimeter groot met in rust achter het achterlijf uitstekende vleugels. Hij vliegt van mei tot september. De soort is een parasitoïde met diverse soorten bijen en wespen als gastheer.